# Варенка (Україна)

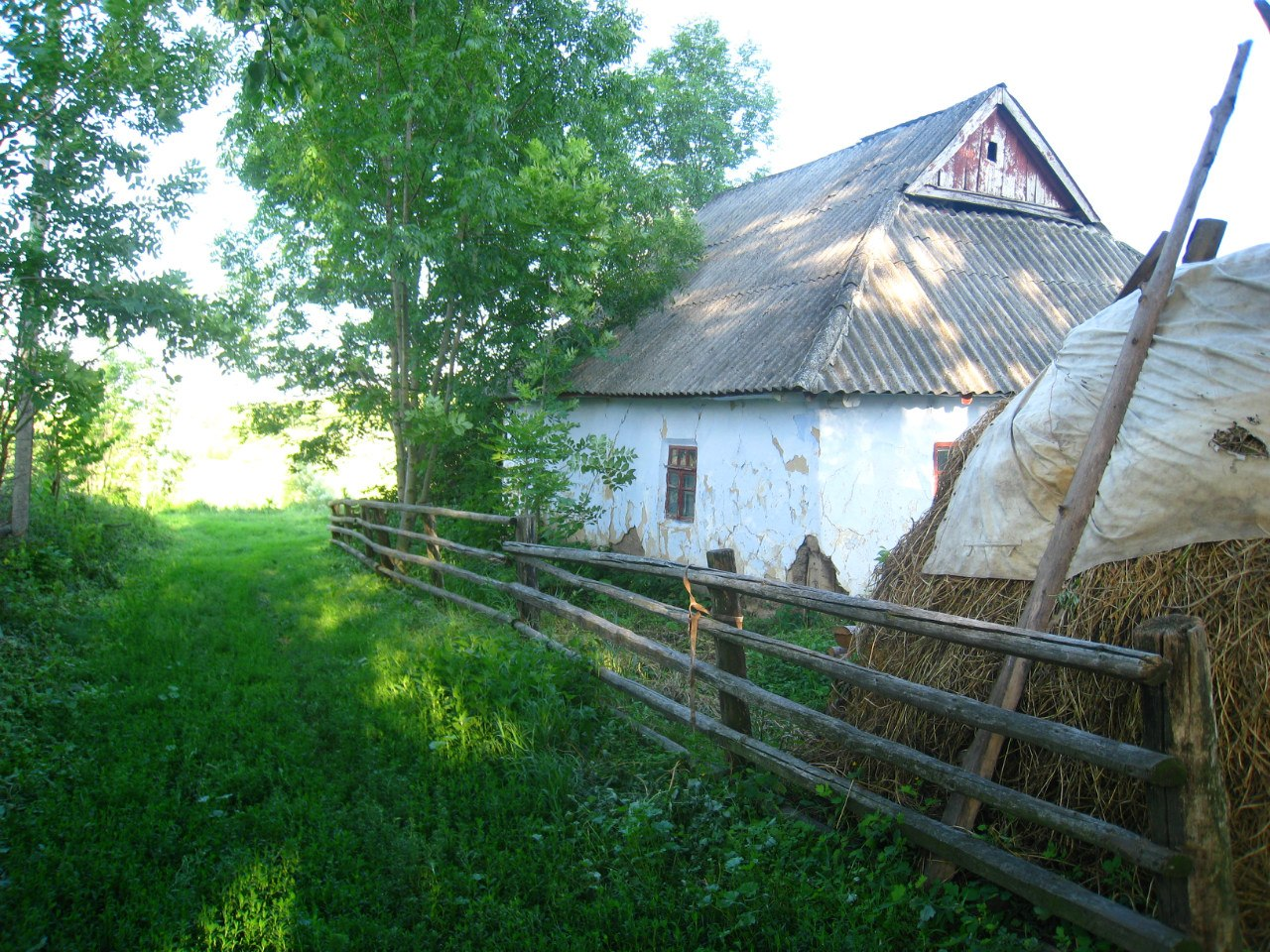
Вулиця в селі Варенка

Ва́ренка — село в Україні, у Летичівській селищній громаді Хмельницького району Хмельницької області. Населення становить 168 осіб.

## Географія
Селом тече річка Безіменна.

## Топоніміка села та її етимологія

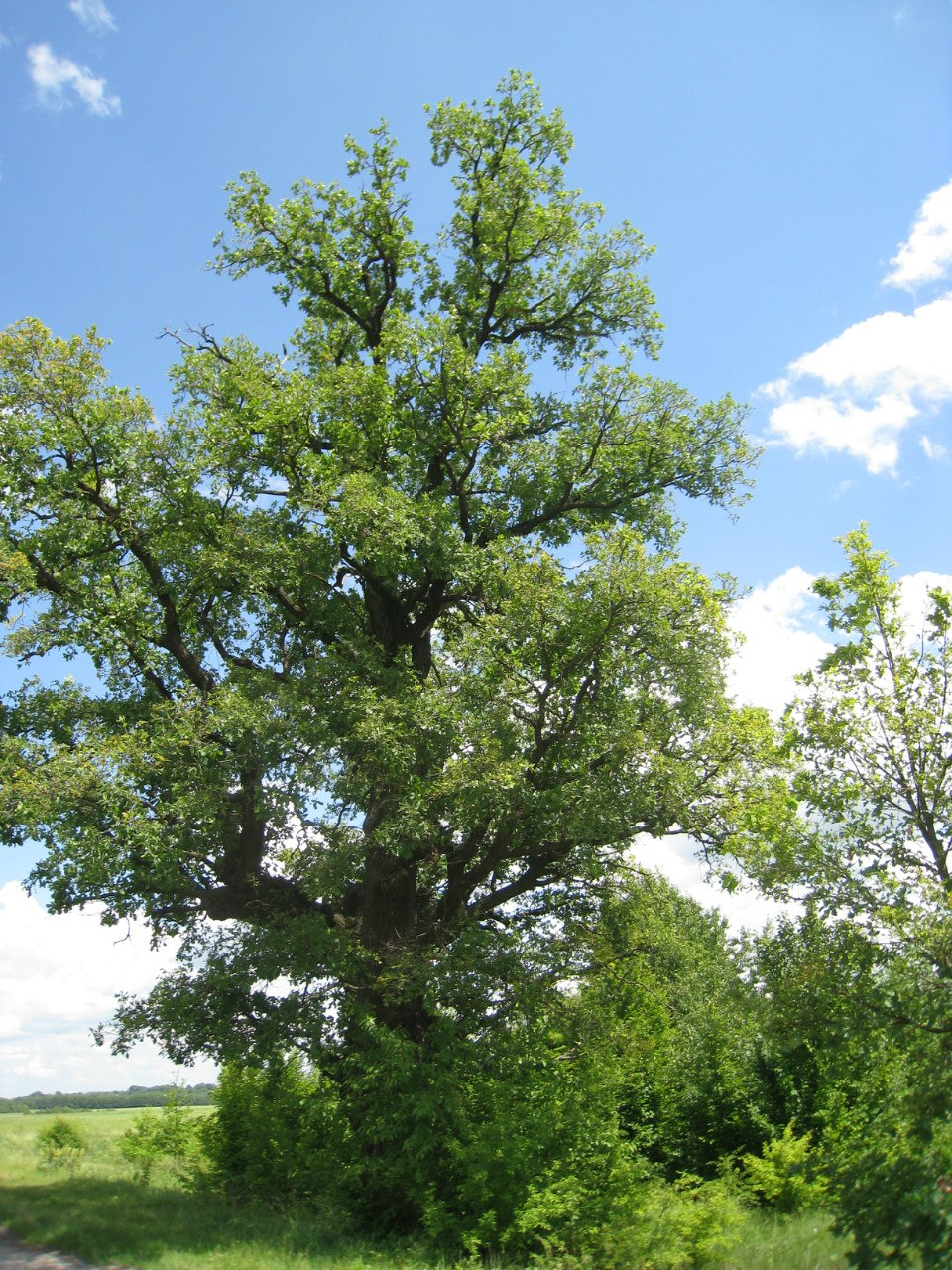
Дуб Устима Кармлюка

- Село Варенка поділяється на характерні для Поділля і Наддніпрянщини — кутки. Загалом же в селі Варенка присутня наступна топоніміка (як назви кутків так і різних місць):
- Бабина (розташовується неподалік Кармелюкового дуба на шляху в Летичів; зокрема на картах кінця 19 ст. виділяється, як окремий хутір);
- Гайдамацький яр, що тягнеться від села Варенка до села Козачки (свою назву отримав, через, те що, у 18 ст., тут часто перебували ватаги гайдамаків);
- Синявщина (найбільш північний куток села; свою назву отримав, через велику кількість носіїв прізвища Синявський, що тут мешкали);
- Село (куток, що уособлює собою, власне центр села; на ньому розташовані будівля відділення пошти, кооперативний магазин, приміщення колишнього клубу та сільської бібліотеки, а також недіюча автобусна зупинка (автобусне сполучення села Варенка із районним центром було припинене в 2008 році, через малу кількість жителів у селі);
- Плінгірівщина (свою назву цей куток отримав, через прізвище колишнього власника Плінгіра);
- Поляни (дана місцевість здавна використовується місцевим населенням для випасу худоби, свою ж назву отримало через широкі поляни пасовиськ);
- Куток, або Той Куток (південно-західний куток села) ;
- Шведи (найбільш південна частина села на шляху між селами Варенка та Городище; свою назву отримало через хутір Шведи (тут за переказами мешкали шведи); загалом же, жителі села Варенка і до сьогодні називають село Городище — Шведи/Швиди.
- Поширені дві версії походження назви самого села. За першою назву село отримало, через те, що тут знаходились гути, де варили скло, а також гамарні й рудні де варили залізо. Проте, існує і друга версія: згідно місцевої легенди, колись жив пан, у якого були доньки — Варвара та Анюта. На честь першої він назвав Варенку, на честь другої — Ганнусине (Анютине). На підтвердження другої версії діє той факт, що спочатку село було безіменним і свою назву отримало від першого власника графа Моркова. Він і назвав село на честь своєї позашлюбної доньки Варвари, адже на польських картах 19 ст. назва села пишеться як «Waryńka», аналогічно в цей час пишуть і ім'я Варвара — «Waryńka».

## Етнічний склад села
Переважна кількість жителів села — це українці польського походження, що в побуті користуються українською мовою. Польською мовою користуються при певних традиційних обрядодіях, зокрема поховальних обрядів та Великодня. Більшість населення римо-католицького віросповідання, і оскільки на території села відсутній цвинтар, майже усіх своїх померлих варенчани ховають на католицькому цвинтарі у містечку Летичів. Зокрема поширені прізвища в селі: Вальковські, Білецькі, Скібінські, Дембровські, Годлевські, Синявські, Новаковські, Чернелівські, Шупровичі, Веселовські, Топоровські, Бедзінські, Добровольскі, Войчаки, Купецькі, Рудковські, Адамовичі, Снядовські, Савіцькі, Черняховичі та ін., що вказує на їх етнічну належність до поляків.

## Флора та фауна села

### Рослинний світ
На ділянці витоків р. Згар природні рослинні угруповання збереглися у найменш порушеному стані. Спостерігаються угруповання вільхових лісів, зарості верб, вологих лук, боліт, прибережно-водна рослинність.
У вільховому лісі зустрічаються угруповання гадючника оголеного, домінує гравілат річковий, зустрічаються розрив-трава звичайна, щучник дернистий, сідач коноплевий, хвощ лучний, кропива дводомна, підмаренник чіпкий, дутень ягідний тощо. Уздовж вузького русла спостерігаються коридорні зарості верб білої, попелястої, вушкатої подекуди зустрічається верба кошикова та козяча. Луки, особливо сінокосні, мають непорушений трав'яний покрив та багатий видовий склад. Переважає костриця лучна , тонконіг лучний, осока шорстка, тимофіївка лучна та лисохвіст лучний. Значна частка припадає на жовтець їдкий, кмин звичайний, подорожник звичайний, конюшину повзучу та кульбабу лікарську. Зустрічаються також конюшини лучна, хмельовидна та середня, гірчак зміїний, чина лучна, гребінник гребінчастий та багато інших — загалом понад 50 видів.
На пониззях формуються угруповання з переважанням осоки гострої, калюжниці болотної та хвоща лучного, костриці лучної.
На пасовищах травостій низький, (до 5 см заввишки) з проективним вкриттям 70-80 %, складений видами, найстійкішими щодо витоптування (конюшина повзуча, подорожник великий, райграс багаторічний, пирій звичайний, спориш звичайний тощо), зростають також кульбабочки осінні, роман собачий, стенактис однорічний, гикавка сіра, жовтець несправжньо бульбистий, суховершки звичайні. Вирізняються поодинокі рослини або плями з вкриттям до 60 % будяка кучерявого. На болотах на знижених перезволожених місцях зустрічається комиш лісовий, лепешняк великий, рогіз широколистий та вузьколистий, осока прибережна та гостра, півники болотяні, живокіст лікарський, гірчак, незабудка болотна тощо.
Серед листяних дерев наших лісів села Варенка досить поширеним є дуб звичайний, граб звичайний. Найчастіше зустрічається береза бородавчаста, або повисла і береза пухнаста. Справжньою окрасою наших лісів є клен гостролистий та липа. Досить звичайними лісах є ясен звичайний, верба, вільха. На галявинах і узліссях можна зустріти горобину звичайну. Досить поширеними є ліщина звичайна, калина, шипшина собача, барбарис звичайний, ожина, бузина чорна, бузина червона і бузина трав'яниста.
У весняну пору, коли ліс ще не поспів одягнутися в пишне смарагдове вбрання, особливо в її погожу днину, відкривалася неповторна картина масового строкато-барвистого шумовиння білого, ніжно-голубого, світло — i темно — бузкового, соковито-зеленого, кремово-жовтого кольорів. Таким є синузія ранньовесняної квітучої флори, серед якої, ряст ущільнений, ряст порожнистий, підсніжник білосніжний, зірочки жовті, анемона жовтецева, пшінка весняна, зубниця залозиста, печіночниця звичайна, розрив трава, проліска, мати-й-мачуха, ряст, медунка, фіалки, сон, первоцвіт весняний, петрів хрест лускатий, чина весняна, розхідник плющовидний. Найцікавішими у травні є конвалія звичайна, купина лікарська, горлянка повзуча, веснівка дволиста, суниці лісові.
Червень відзначається масовішим цвітінням трав'янистих рослин. В цей час можна побачити вероніку діброву, рідкісні рослини — любку дволисту, зозулині черевички, а також дзвоники, гвоздику дельтовидну, звіробій.
У липні кількість цвітучих рослини зростає. В цей час можна побачити такі рослини як: енотера, пижмо, перстач, очисток, мальва, іван-чай, золототисячник. Розкішні в середині літа папоротеві.

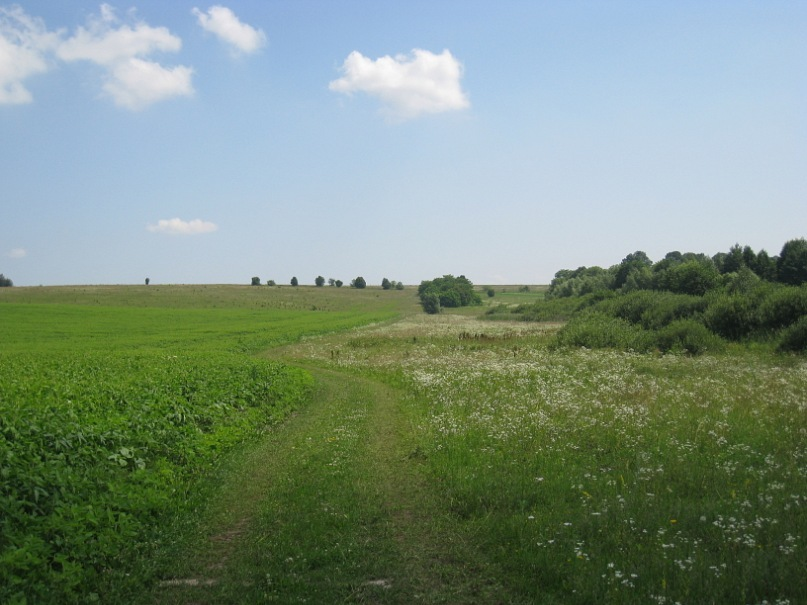
Гайдамацький яр

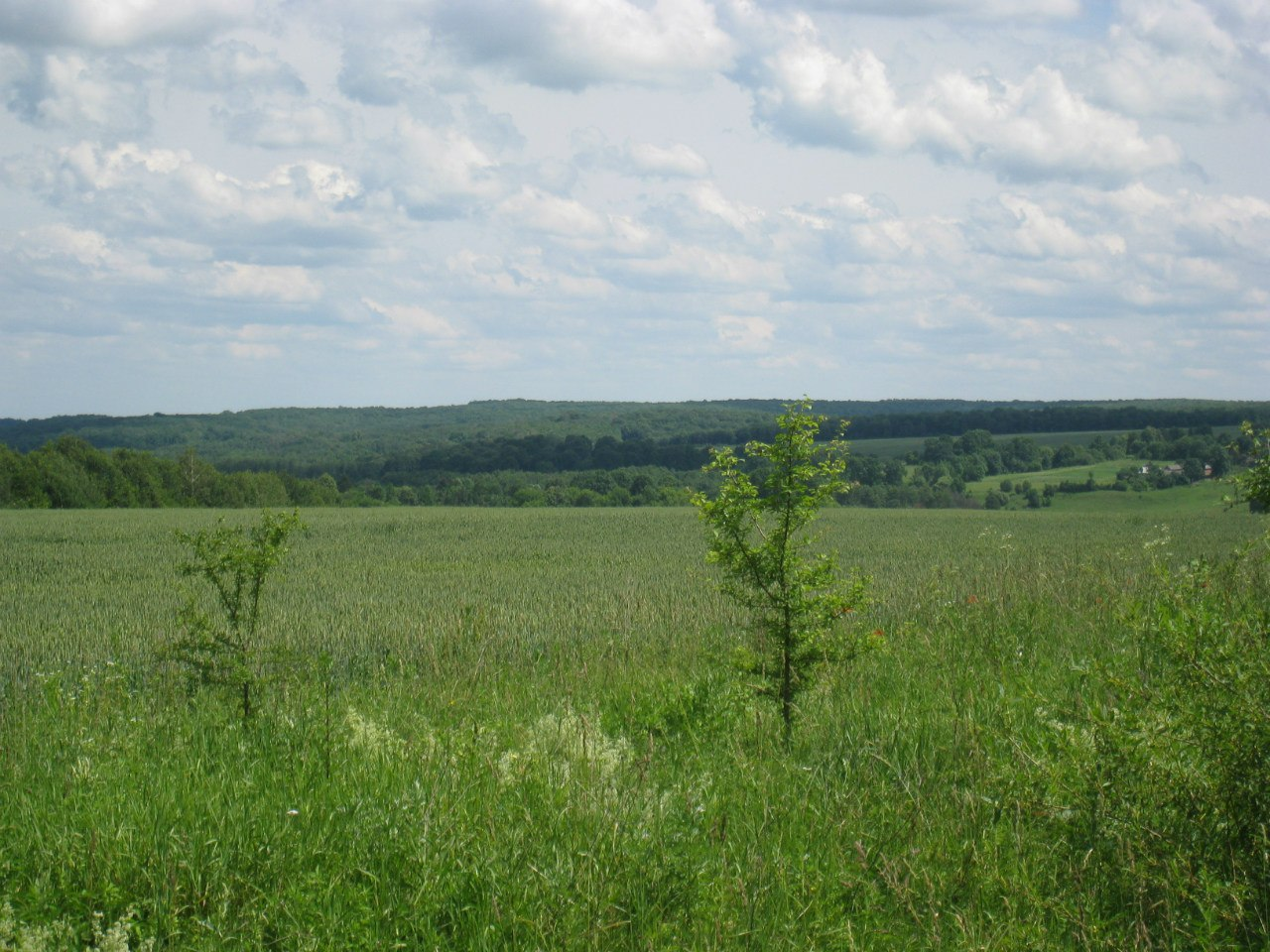
Ліс Дубина

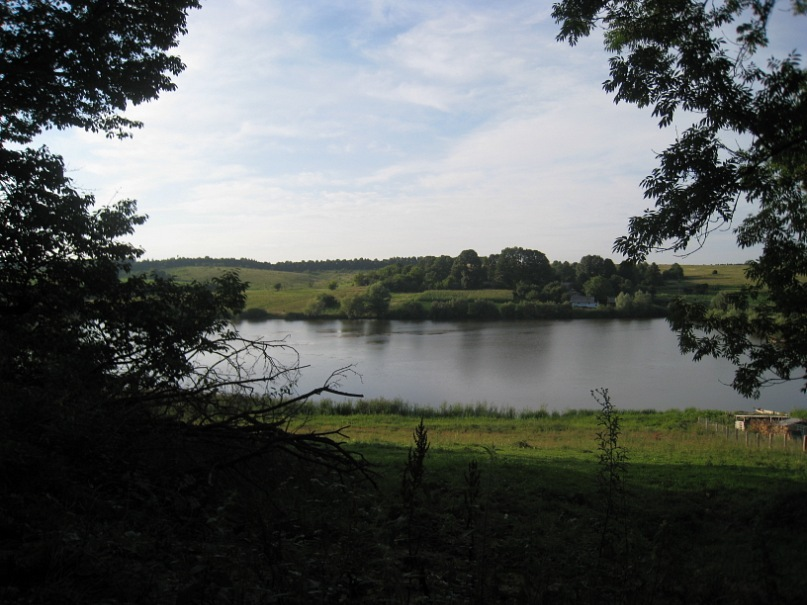
куток в селі Варенка- Синявщина

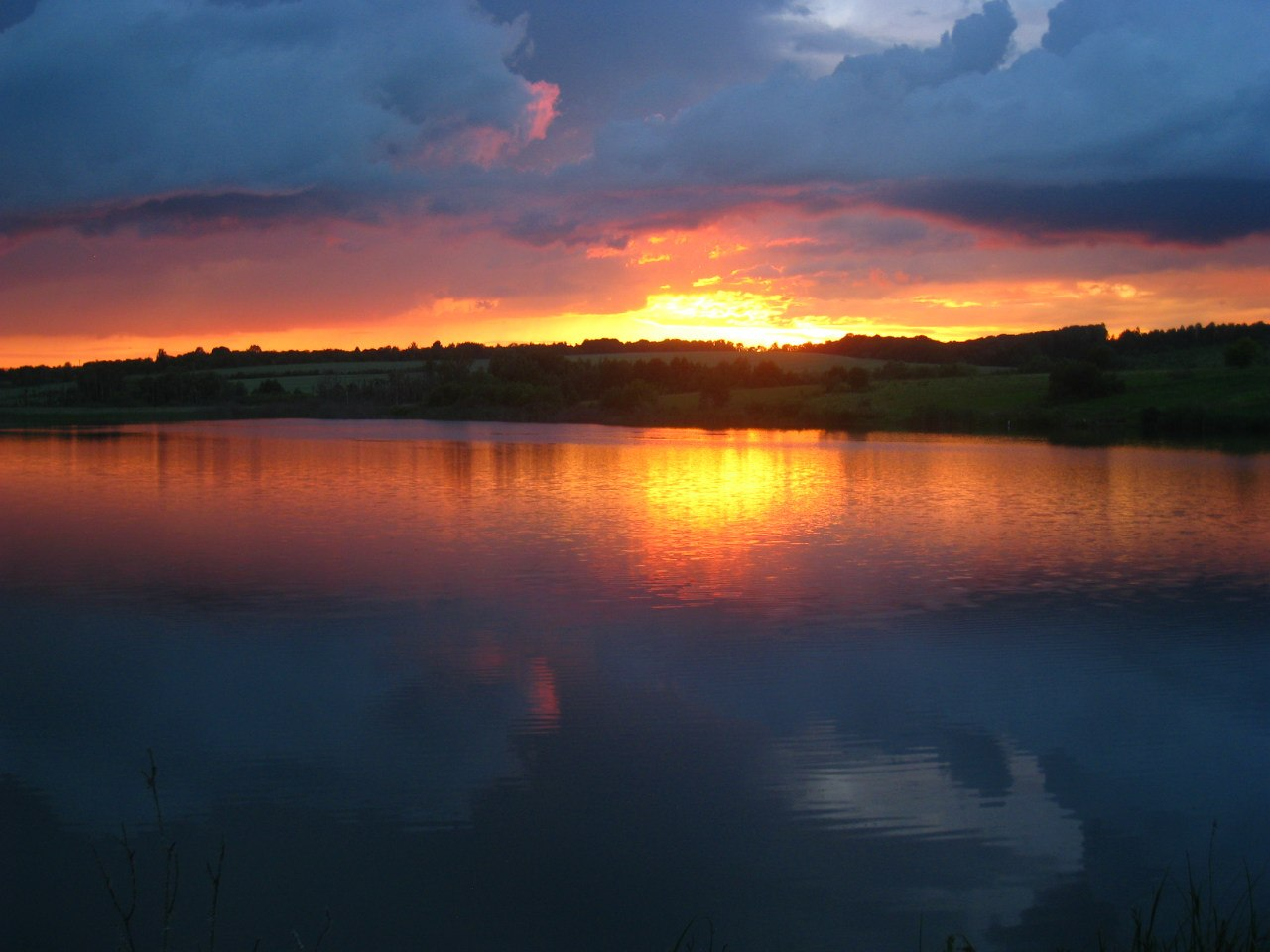
ставок в селі Варенка

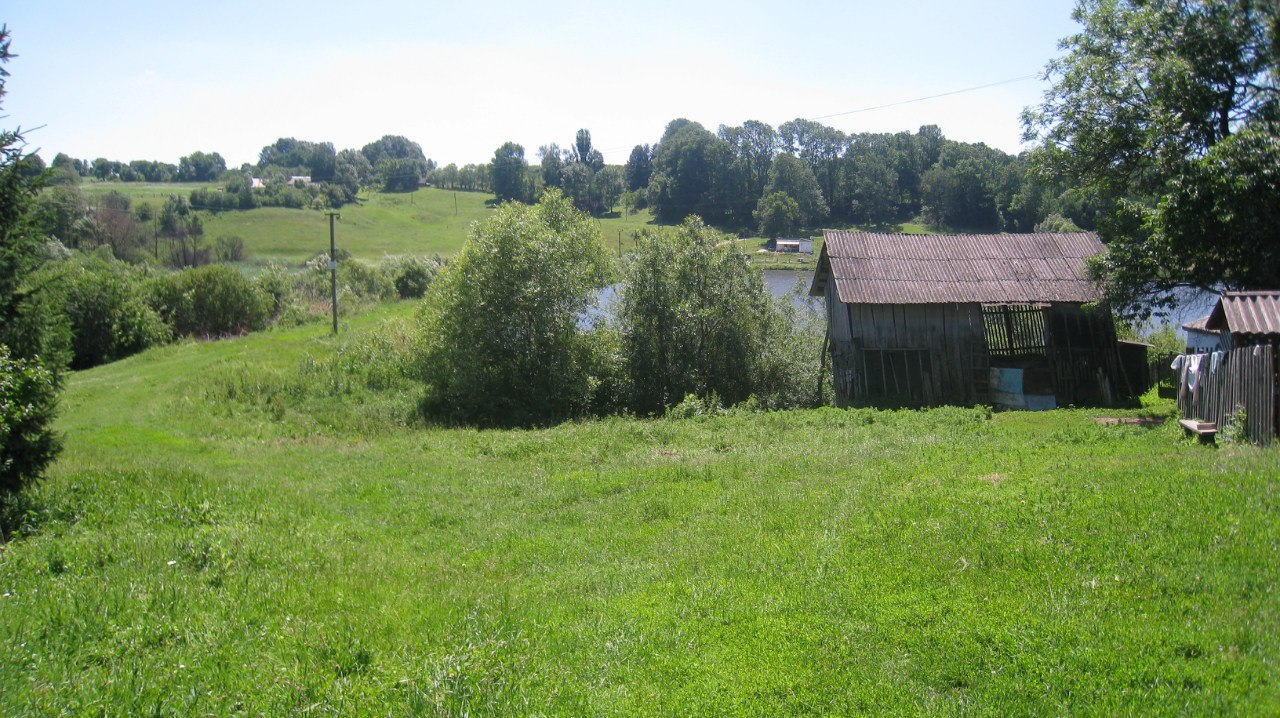
вид на куток Плінгірівщина

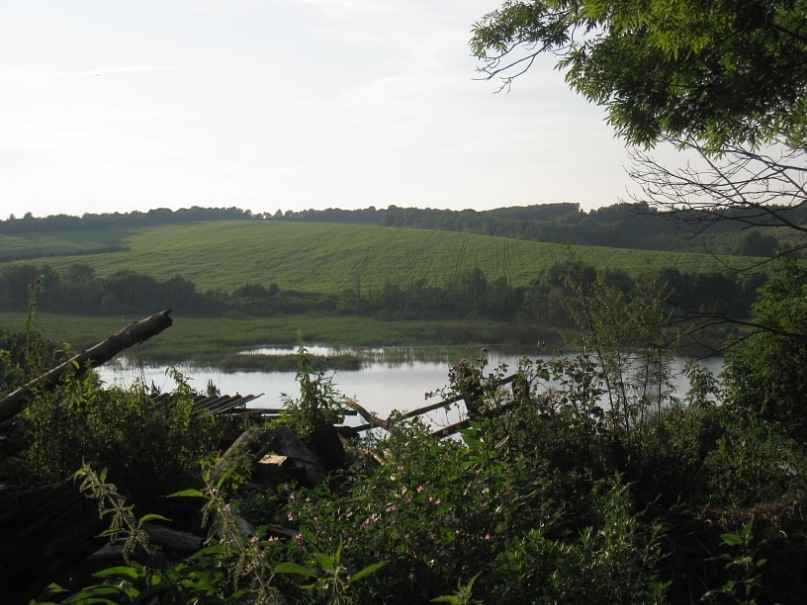
Варенецький став

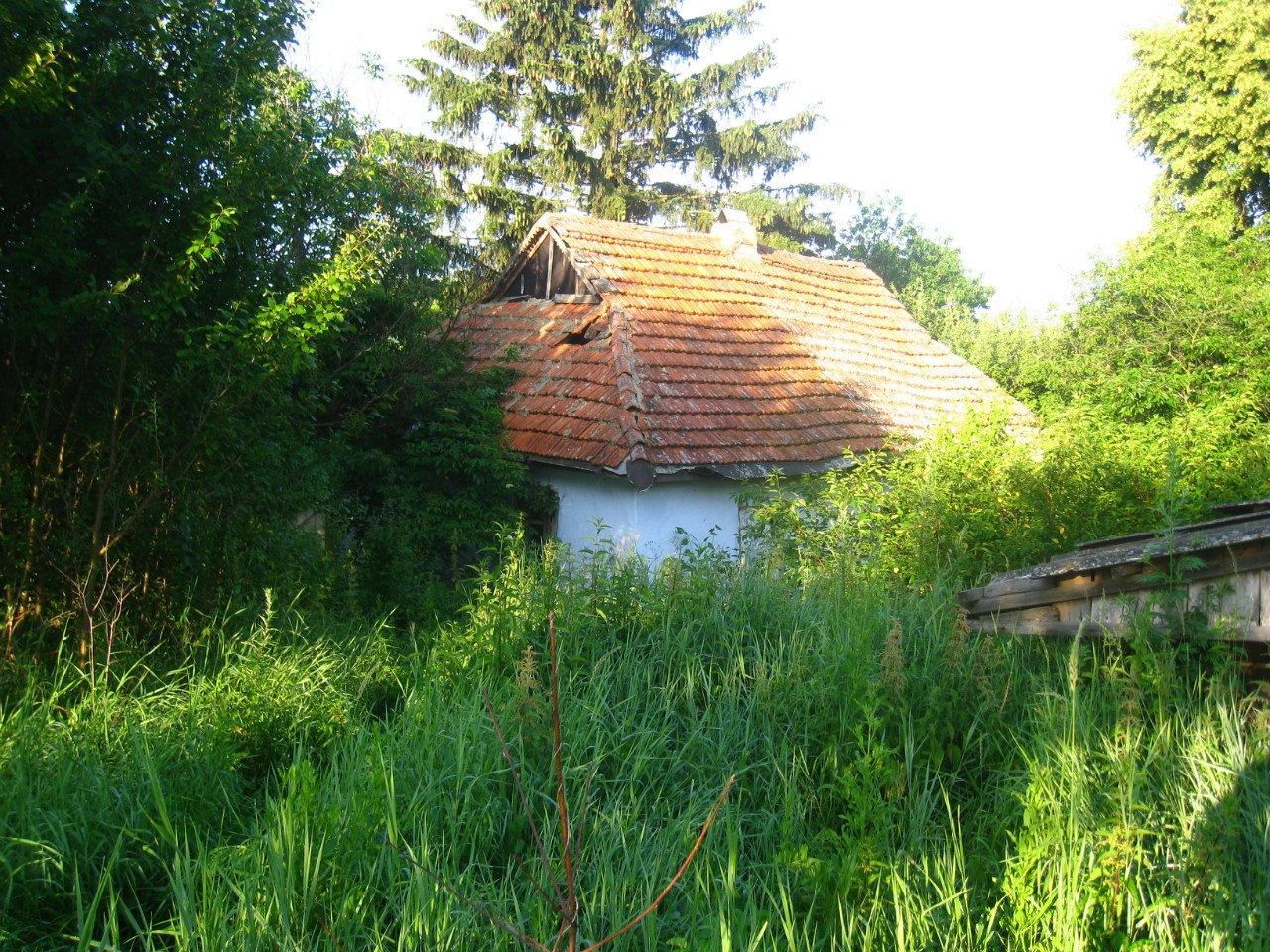
Зразок народної архітектури села Варенка

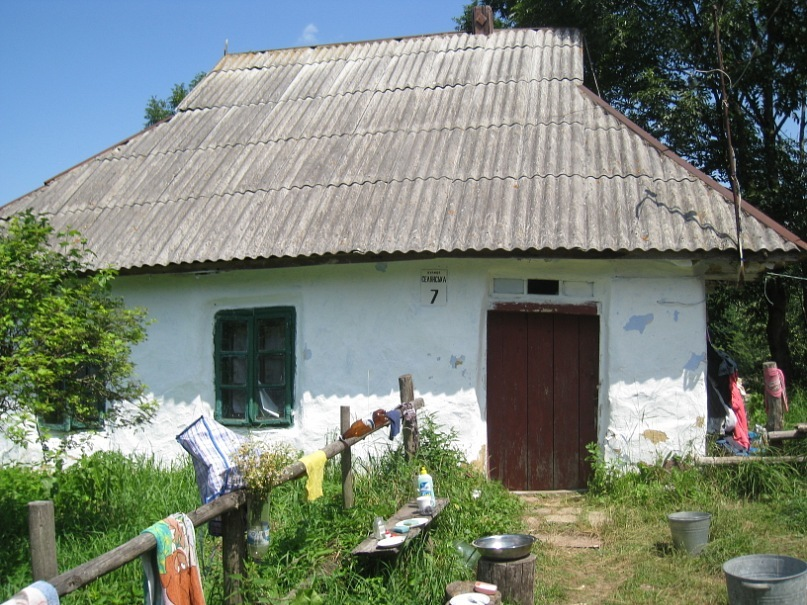
Типова стара хата в селі Варенка

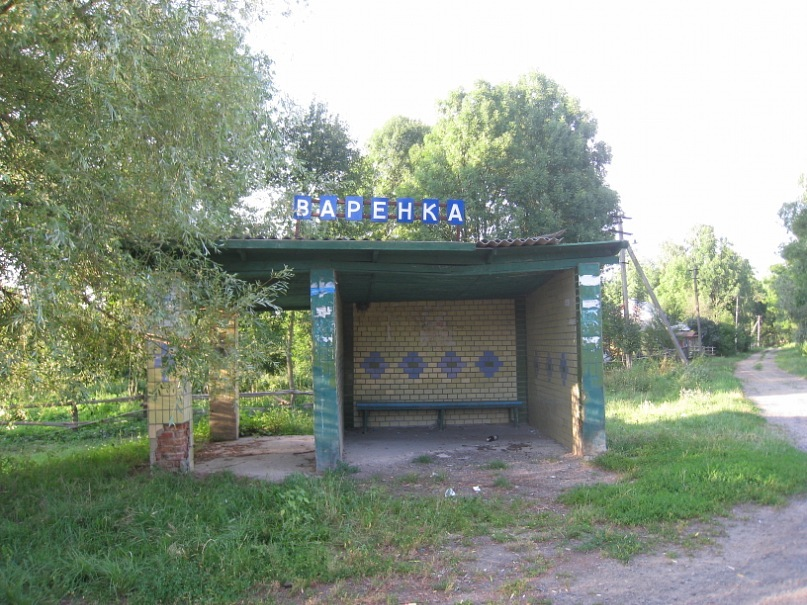
Недіюча автобусна зупинка в селі Варенка

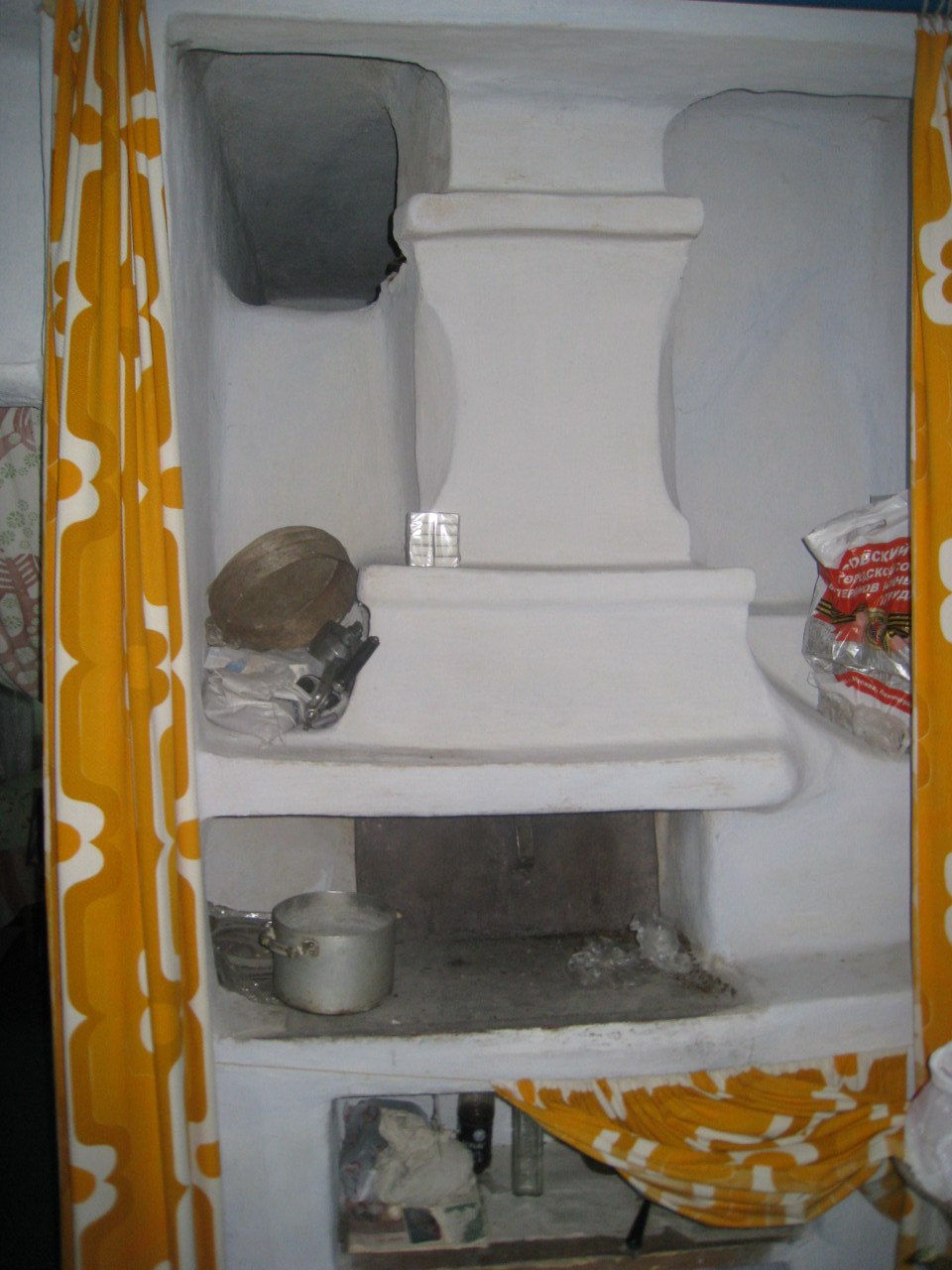
Інтер'єр однієї з варенецьких хат

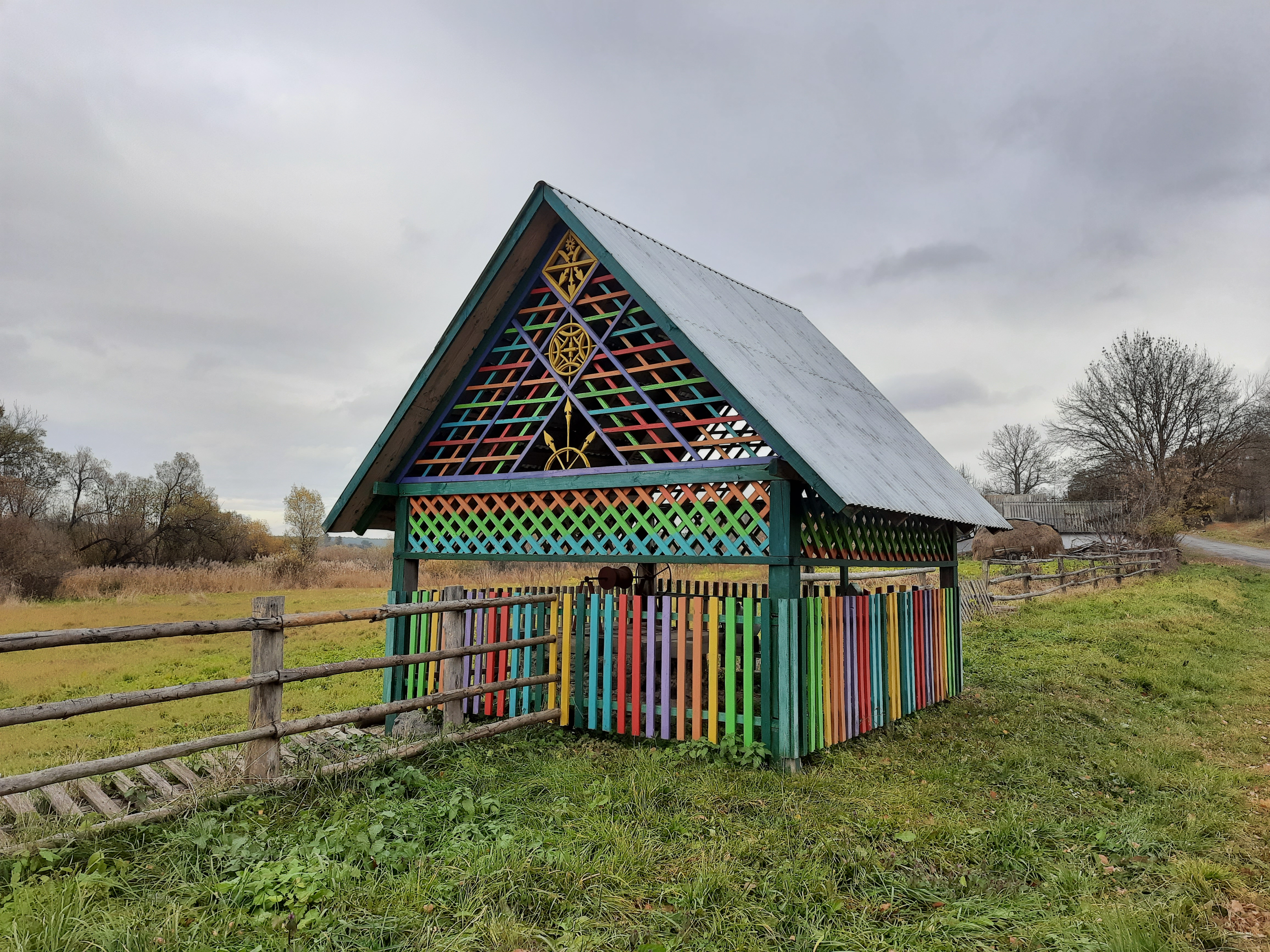
Сільська криниця

Ліси багаті на ягоди, гриби, плоди дикорослих рослин, лікарські рослини. В лісах ростуть білі гриби (боровики), рижики, підберезовики (козарі), підосичники (червоноголовці), маслюки, лисички, сироїжки, опеньки та ін. Ростуть найнебезпечніші отруйні гриби бліда поганка і мухомор зелений. Поширена груша, яблуня, черешня, обліпиха, шипшина, ліщина, терен, глід, суниця, малина, ожина, смородина, калина. Ліси багаті на такі лікарські рослини, як валеріана, фіалка триколірна, шавлій, дурман, кульбаба, материнка звичайна, барвінок малий, лепеха звичайна, живокіст лікарський, оман високий, ромашка, м'ята перцева, меліса, золототисячник, кропива дводомна, чистотіл, звіробій, подорожник великий, цикорій дикий, спориш звичайний, конвалія, цибуля ведмежа, тирлич жовтий та ін. Більшість лікарських рослин росте в природних умовах, деякі — культивуються селянами.

### Тваринний світ
Варенецькі ліси повним правом вважаються своєрідним природним звіринцем. Найбільше (понад 36 процентів) дрібних ссавців — комахоїдних та рукокрилих. З дрібних ссавців поширені водяні щури і пацюки, європейський та крапчастий ховрахи, сірий хом'ячок, звичайний хом'як, сліпаки, білозубка білочерева, ласка та багато інших. Чимало тут мишовидних гризунів — хатня, польова, жовтогорла миші, полівка європейська. В урочищі лісу «Дубина» живуть сарна і свиня дика, лось, а серед хижаків, куниця і ласка. Вздовж витоків річки Згар час від часу заходить ондатра.
Із представників Червоної книги, тут можна зустріти борсука, бурозубку альпійську. Серед кажанів 3 види вважаються дуже рідкісними. На ставках знаходить сприятливі умови видра. Рідкісними стали борсуки. Зменшилось і поголів'я такого хижого звіра, як вовк.
Водяться земноводні: трав'яна та гостроморда жаби, квакша, червоночерева кумка, сіра та зелена ропухи, звичайні та гребінчасті тритони;
плазуни: прудка та живородна ящірки, веретільниця, звичайний та водяний вужі, звичайна гадюка і спорадична мідянка,
ссавці: зайці-русаки, мідиця звичайна та мала. Їжаки, соня лісова, підковик малий, широковух європейський, тхір лісовий, заєць сірий, лисиця руда, лилик двоколірний, підковик великий та ін.
Варенецькі ліси є природною домівкою для багатьох представників пернатого світу. Тут зустрічаються горлиці — звичайна й кільчаста, сова сіра, шпаки, велика синиця, щиглик, зяблик, костогриз, болотяна гаїчка, соловейко, сойка, сорока і сорокопуд-жулан. Улітку можна почути спів дрозда, зеленяка, вивільги, червоноголової кропив'янки, зозулі. На відкритих ділянках селяться одуд, перепілка та сіра куріпка, а біля ставків — деркач, погонич, біла плиска, кулик-чайка, крячок річковий. Чимало тут мешкає інших птахів: вівсянок, блакитна, велика синиць, повзиків, бджолоїдка звичайна, сиворакша, серпокрилець чорний, грак, сіра ворона, хатній та польовий горобці, сільська та міська ластівки, а з рідкісних сич волохатий, пугач і інші види сов, дрозди, щеврики та ін. Типовими видами птахів штучно насаджених хвойних ділянок лісів, припутень, тинівка лісова, синиця чорна, синиця блакитна та корольок жовтоголовий.

## Історія села
Між селами Варенка та Городище під час розкопок 1970 р. було виявлено давньоруське городище, що деякі вчені ідентифікують як літописний Божеськ.
На жаль, досі не виявлено першої писемної згадки села Варенка. Скоріше за все це було безіменне село до кінця 18 ст. покине стало власністю графа Моркова, який дав йому ім'я на честь своєї позашлюбної доньки.

##### Польське повстання 1831 року
Зв'язковим центром повстанців була корчма, що знаходились на лісовій дорозі між Летичевом та Варенкою — «Червона корчма». 16 травня 1831 року в корчмі зустрілись провідник повстання в Летичівському повіті Нагурнічевський та емісар Червінський. В той же день повстанці зосередились в лісах коло сіл Варенка, Козачки. Місцеве населення радо ставилось до повстанців, частина приєднувалась до них. 18 травня інформований місцевими євреями Нагурнічевський висилає в розвідку боєм два кінних взвод, що на греблі в селі Варенка беруть в полон 8 царських вояків і 5 вбивають. Через день царські війська вибивають повстанців з сіл Козачки та Варенка і заганяють їх у ліси. Місцеве населення покарали привселюдною екзекуцією шпіцрутенами за підтримку повстанців.

#### Друга половина 19 ст.
Згідно Ю.Сіцинському в другій половині 19 ст. село Варенка має 20 дворів, 147 мешканців, між якими кілька родин безпопівців, 140 десятин сільської землі, 1341 десетян дворової, 2 млини. Входить до складу летичівського старостату, належить графині Морковій.
Так у 1893 р. село Варенка входило до Подільської губернії, Летичівського повіту, Війтівецької волості. У селі на той час був: 61 двір та 493 жителя. Соціальний склад більшості жителів — збідніла чиншова та загонова шляхта, а також декілька родин безпопівців. До 1893 р. село належало Стоговим, які купили його в Моркових. Проте, з 1893 року основним землевласником стає німецький-колоніст лютеранин з Одеси — Юліус Струнке, якому по-суті і належало село. Місцеві ж селяни орендували у нього землю. Також, частина селян працювала в його маєтку (кухарки, прибиральниці, конюхи), а також відправлялись з паном на сезонні роботи до Одеси (Ю. П. Струнке возив деревину з місцевих лісів, шкіру на Одесу; до цієї праці активно залучав місцевих селян). Зусиллями Ю. Струнке було розкорчовано частину місцевого лісу Дубини для рільництва. Також, у цей час було збудовано паровий млин, власником якого також був німець — Вертович. Млин знаходився на Синявщині, поблизу старого ставку. Також у селі знаходився маєток пана, який за часів радянської влади було переобладнано в сільський клуб та бібліотеку. Також в селі діяла корчма (на місці сучасного кооперативного магазину).
В 1898 році в селі було відкрито школу грамоти.
Аграрний голод та перенаселення змушували селян емігрувати у Сибір, Алтай, а також (доволі не характерно для українців у Російській імперії) до Північної Америки. Зокрема, довгожителька села Є. Синявська перебувала з батьками в США, звідки вони повернулись до Варенки після 1917 р.
У 1892 році неподалік маленької річки Фоса (притока Згару; поблизу сучасного магазину) було знайдено скарб з 240 польських та шведських монет 17 століття.

#### Перша світова та Українська революція
Перша світова війна сильно позначилась на житті села. Зокрема, село входило до прифронтової зони, тут знаходився стратегічний тил царського війська. На 5 день після жовтневого перевороту 1917 р., маєток пана Ю. Струнке був розгромлений селянами та солдатами (селяни закликали на допомогу при розгромі вояків, адже у випадку повернення пана, можна було скласти вину на вояків). Після 3-го універсалу Центральної Ради, земля почала ділитись між селянами.
Весною 1918 р. в селі, зокрема знаходились вояки 3-го польського корпусу, колишньої національної частини царської армії. Зокрема, вони проводили реквізиції у селян, арешти, тощо (була спроба розстрілу неповнолітнього Пилипа (Філька) Вальковського за замах на життя жовніра).
7 (20) листопада 1917 року, відповідно до Третього Універсалу Української Центральної Ради, увійшло до складу Української Народної Республіки.
В період антигетьманського повстання, частина жителів села долучилась у повстанські загони під проводом Я. Шепеля та Я. Гальчевського.
На початку лютого 1919 р. села Козачки та Варенка було покарано за симпатії до більшовиків козаками Дієвої армії УНР.
У березні 1919 р. село було окуповане підрозділами полку Червоного козацтва на чолі з В. Примаковим.
У листопаді 1919 р. село було окуповане підрозділами ЗСПР.
У грудні 1919 р. село було підконтрольне повстанцям із загонів отамана Я. Шепеля.
У лютому 1920 р. в селі відновлюється більшовицька окупація. У цей час більшовики починають активно збирати продрозкладку з селян, росте невдоволення радянською владою, тому загони повстанців у лісі Дубині отримують значне поповнення. з села Варенка.
У квітні 1920 р. село звільняють від більшовиків підрозділи армії УНР та Війська Польського, проте вже в червні 1920 р., село окупували підрозділи 14- кавалерійської дивізії 1-ї Кінної армії.
У липні 1920 р. каральний загін Летичівської ЧК був вибитий з села загоном повстанців.
18 жовтня 1920 р. відбувся бій в селі, у ході якого козаки 1-го Кінного полку Чорних запорожців завдали поразки ескадронам будьонівців та порубали більшовицьку піхоту на дорозі між селами Війтівці та Варенка. Також на початку листопаду 1920 р. в селі знаходився штаб фронтової лівої групи армії УНР. Після остаточного встановлення радянської окупації, не припинилась повстанська боротьба в даній місцевості.
Значна кількість селян з Варенки входила до загонів Я. Шепеля та Я. Гальчевського. Проте, у цей час з деяких мешканців села було утворено комуністичний загін для боротьби з бандитизмом під командуванням голови Летичівського ревкому М. Ревуцького та Л. Панасюка. Невдовзі М. Ревуцького було ліквідовано повстанцями, а Л. Панасюка важко поранено. Загін очолив Г. Гусар.

#### Між світовими війнами

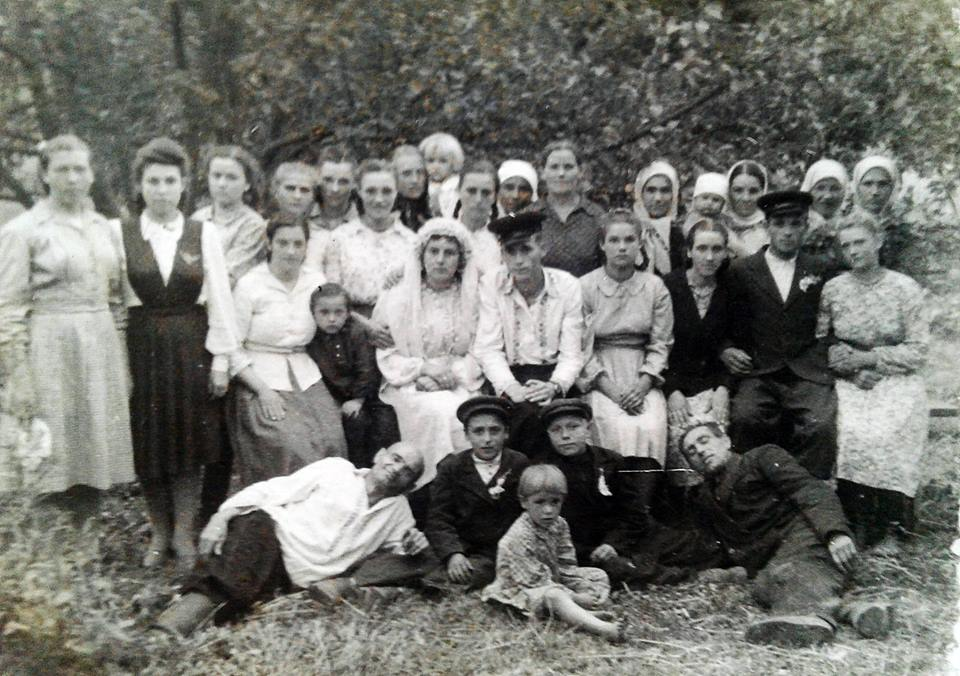
Весілля в селі Варенка. Кінець 1950-х рр.

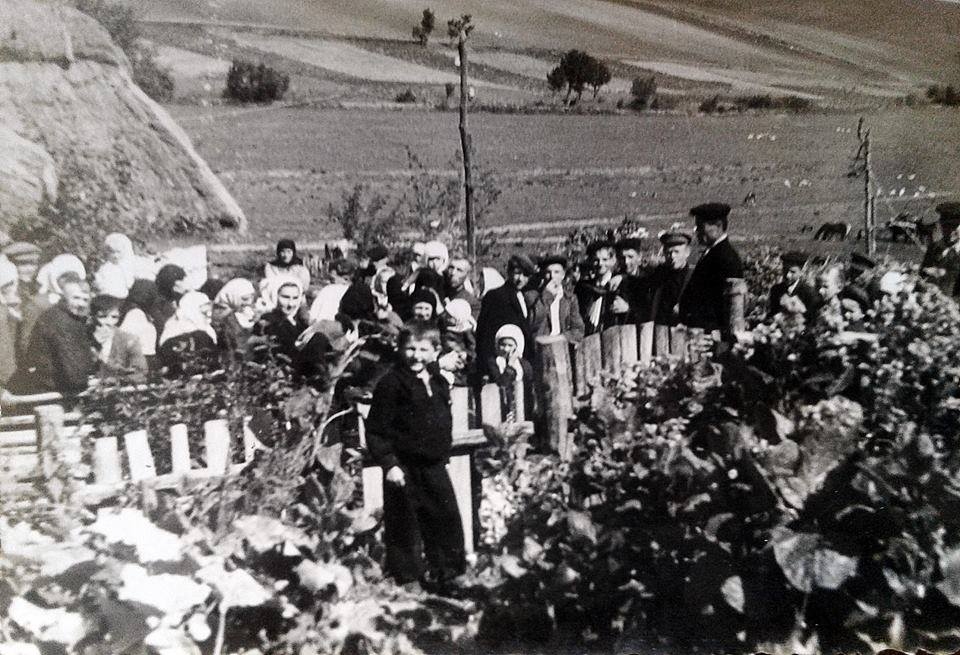
Вирядини до війська в селі Варенка. Початок 60-х рр.

В період суцільної примусової колективізації, у селі було зачинено корчму (приміщення корчми було перероблено у школу), а також конфісковано паровий млин (невдовзі млин було зачинено і з нього зробили лазню), а власника — Вертовича репресовано. У 1930 р. в селі було організовано колгосп «Прогрес».
Починаючи з 1930 р. до 1941 р. село огорнув терор. Зокрема у 1930 р., бригадира П. Вальковського та агронома В. Снядовського було заарештовано і засуджено за, те, що вони посіяли жито руками, без допомоги МТС. В 1938 р., відбулась пожежа на колгоспній конюшні, у ході якої згоріло двоє биків, кінь та троє лошат. За це було заарештовано та засуджено близько 10 осіб (з яких не повернувся ніхто; заарештовані відбували покарання у Вінницькій тюрмі, отже ймовірно були розстріляні НКВС під час відступу влітку 1941 р.). Зокрема, відомі імена деяких з цих осіб — Антон Білецький, І. Плуг, Сильвестр Веселовський, Ф. Шупрович та інші. Слідчі НКВС вибили з них показання, про те, що у селі діяла контрреволюційна польська організація, що ставила за мету повалення радянської влади та возз'єднання з панською Польщею.
В ході репресії проти польського населення в СРСР у 1937—1938 рр., значна частина чоловіків села Варенка було заарештована та засуджена. За спогадами місцевої жительки Глинчук Марії Пилипівні (до шлюбу Вальковська, 1927 р.н.) — «майже всіх чоловіків позабирали „чорні воронки“. Назад мало хто повернувся».

#### Друга світова війна

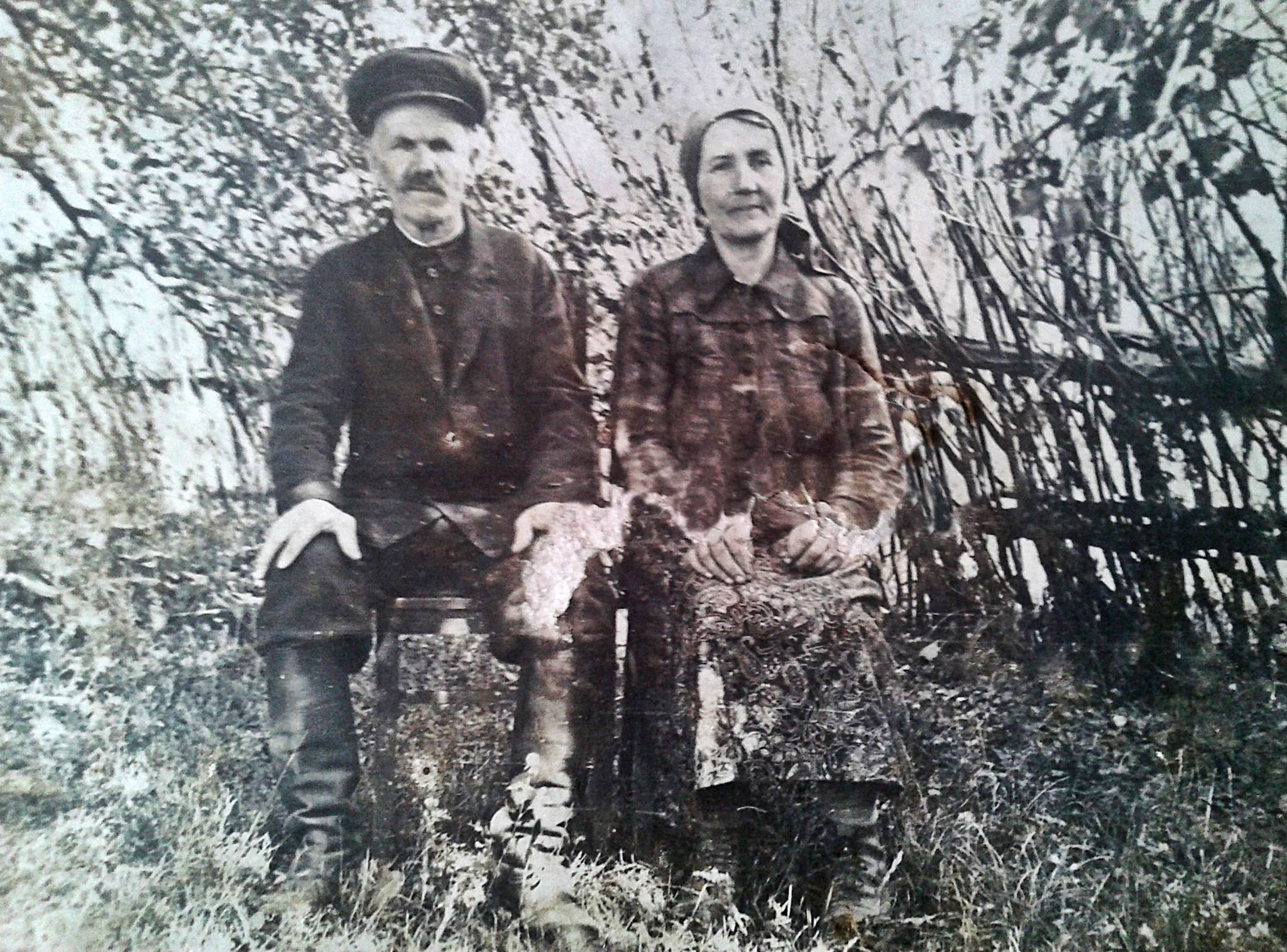
Мешканці села Варенка. 1960-ті рр.

Недалеко від села проходив Летичівський укріплений район лінії Сталіна при штурмі якого відбулись бої за.село.15 липня 192 гірськострілецька дивізія РСЧА відбила серію атак частин 1 гірськострілецької і 97 легкої піхотної дивізій Вермахту, проте вже до вечору радянські війська були вибиті з села. 16 липня німецькі частини були вибиті з села 16 мотострілецькою дивізією. Впродовж 16-17 липня велись бої на західних рубежах села. 19 липня частини РСЧА залишили позиції в селі і відступили на схід. В ході боїв за Летичівський укріплений район обидві сторони застосовували важку бомбардувальну авіацію, внаслідок чого частина села була розбомблена й згоріла.
В 1941 р., згідно з наказом про евакуація, більшість сільськогосподарського реманенту та колгоспних посівів було знищено, худобу ж і частину продуктів було вирішено відправити у тил. Погоничами були місцеві селяни, але невдовзі вони потрапили в оточення разом із відступаючими частинами Червоної армії.
В період німецької окупації — німців в селі практично не було. Близько 45 мешканців села було відправлено остарбайтерами до Німеччини. Частина з них загинула. як от Броніслав Вальковський. Реквізиції здійснювала в основному поліція. Також в селі діяли агітатори ОУН і проходила рейдова група УПА.

#### Повоєнні роки
В 1956 р. у зв'язку із політикою укрупнення, колгоспи сіл Варенка, Козачки та Анютине були об'єднанні в один колгосп імені С. Кірова із центром в селі Козачки.
З цього часу починається поступовий відтік сільської молоді у міста та містечка, у зв'язку із безперспективністю життя у колгоспі, зокрема значна частина виїхала на вугільні шахти Донбасу. Село почало поступово вимирати.

### Фольклор та етнографія.
В селі записали низку українських народних пісень. Зокрема Л. Трофимов записував в 1913—1914 рр., а М. Гайдай в 1930 році.

## Сучасність
Станом на 2001 р. в селі проживало 168 осіб. Зараз в селі мешкає трохи більше 100 осіб. Зокрема, у селі відсутній телефонний зв'язок, відсутнє транспортне сполучення (з 2008 р., автобус, що курсував із Варенкою та Летичевим перестав їздити).
12 червня 2020 року, відповідно до розпорядження Кабінету Міністрів України № 727-р «Про визначення адміністративних центрів та затвердження територій територіальних громад Хмельницької області», увійшло до складу Летичівської селищної територіальної громади.
19 липня 2020 року, в результаті адміністративно-територіальної реформи та ліквідації Летичівського району, село увійшло до складу новоутвореного Хмельницького району.